# Pulacayo
Pulacayo est un site industriel situé dans le département de Potosí en Bolivie. Ce centre minier est basé autour d'Huanchaca, la seconde plus grande mine d'argent au monde, et a été fondé en 1833.
Le site comprend : 
- la maison d'Aniceto Arce
- le Maestranza
- le premier chemin de fer à avoir atteint la Bolivie[1]

Pulacayo contient également le train attaqué par Butch Cassidy et Sundance Kid.

## Patrimoine mondial
Le site a été soumis par la Bolivie à la liste indicative du patrimoine mondial de l'UNESCO le 1er juillet 2003 dans la catégorie culture.